# Oxypetalum fiebrigii
Oxypetalum fiebrigii är en oleanderväxtart som först beskrevs av Gustaf Oskar Andersson Malme, och fick sitt nu gällande namn av Goyder och Rapini. Oxypetalum fiebrigii ingår i släktet Oxypetalum och familjen oleanderväxter. Inga underarter finns listade i Catalogue of Life.